# The Devil's Den
The Devil's Den, che in italiano è traducibile con la Tana del Diavolo, è il sito archeologico costituito da un monumento neolitico che conserva la ricostruzione di una camera funeraria situata nei pressi di Preshute, villaggio e parrocchia civile nella contea del Wiltshire nel Sud Ovest dell'Inghilterra, Regno Unito. 

## Storia

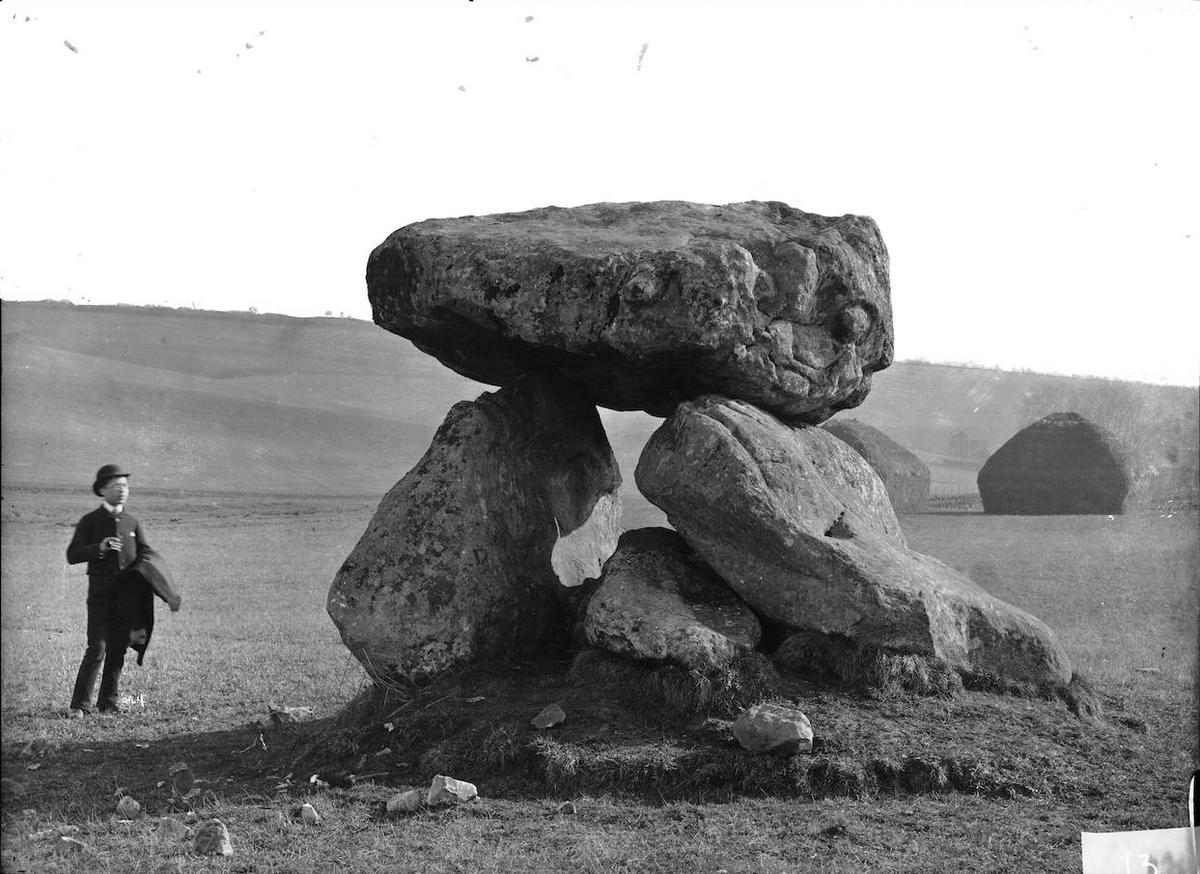
Immagine storica di The Devil's Den

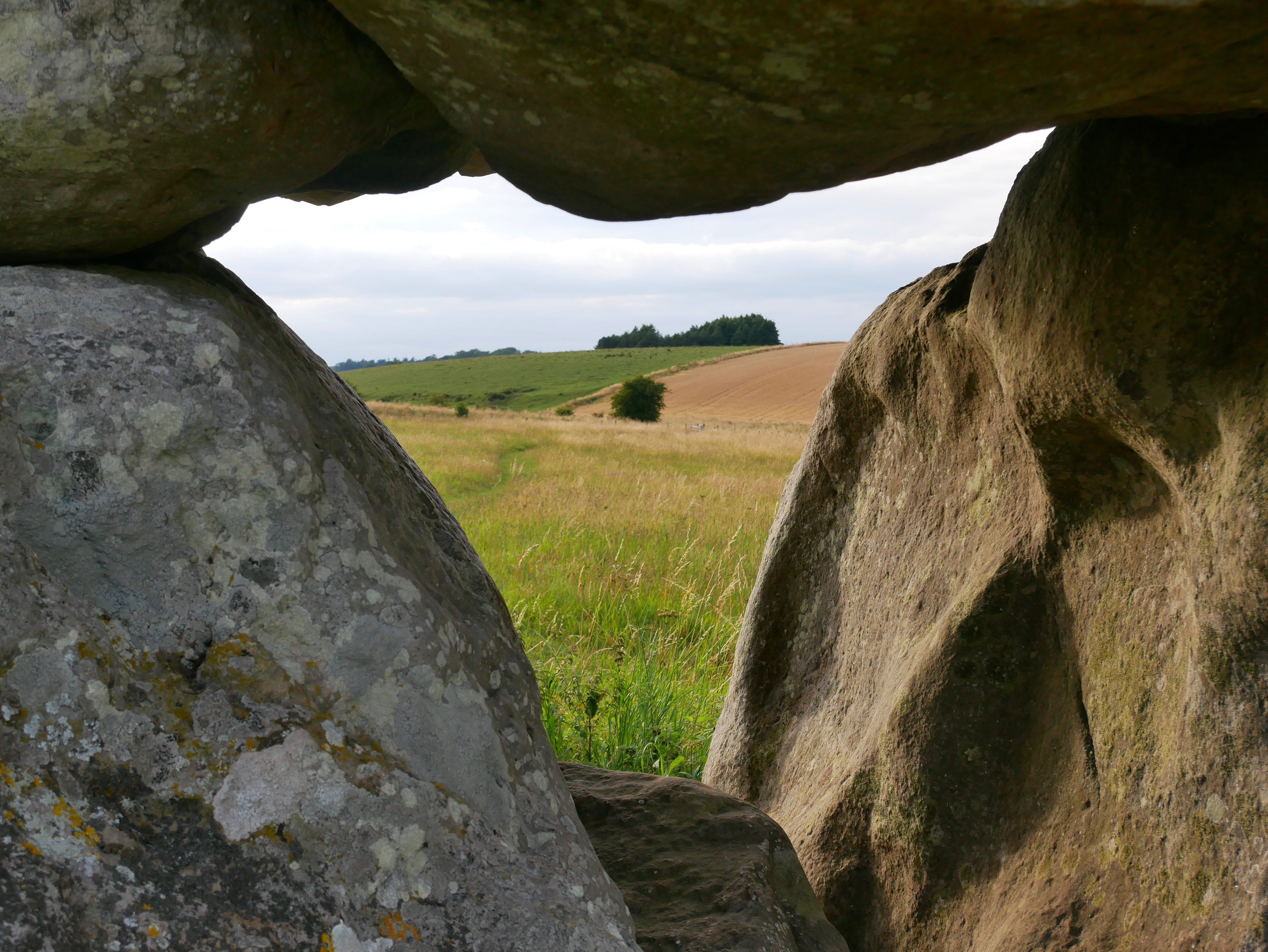
Vista del panorama circostante attraverso la Tana del Diavolo

I resti del tumulo, in gran parte distrutti, vennero parzialmente ricostruiti riposizionando in sede gli elementi del dolmen attorno al 1921. Attorno a quella data i resti del tumulo erano molto estesi e abbassati rispetto alla situazione originaria con le arature agricole, tuttavia erano ancora visibili. La camera era individuabile a circa 70 piedi verso l'interno rispetto all'estremità più grande. Fu descritto e illustrato per la prima volta dallo storico e fotografo locale Pete Glastonbury. Il dolmen, come molti altri luoghi di culto preistorici, fu demonizzato in epoca cristiana. Una tradizione locale narra che se l'acqua veniva versata nelle cavità della pietra angolare, di notte un demone avrebbe bevuto e questo ne spiega il nome che gli è attribuito.

## Descrizione
Il sito si trova nel territorio Preshute nella contea del Wiltshire nel Sud Ovest dell'Inghilterra, Regno Unito. Posizionato in territorio aperto, a nord della località di Fyfield mostra orientamento Sud-Est Nord-Ovest, con l'estremità maggiore a Sud-Est. Si trova in posizione elevata su Fyfield Hill a circa 450 piedi di altitudine. Attorno si estende un'area agricola arabile situata su un'ampia valle poco profonda. La pietra verticale a Nord-Est è sostenuta alla base esterna da calcestruzzo ed è lunga circa 3 metri. Quella a Sud-Ovest è lunga circa 2,6 metri ed è inclinata. Lo spazio tra le due raggiunge una larghezza complessiva di circa 3,6 metri. L'altezza alla sommità della pietra di coronamento è di circa 2,5 metri. Si ritiene che la pietra angolare pesi circa 17 tonnellate. Due grandi pietre di sarsen cadute all'interno della camera rappresentano probabilmente le pietre terminali. Altri 16 frammenti della stessa pietra giacciono all'interno. La camera, che si mantiene in buone condizioni, poggia su un tumulo ricoperto d'erba del diametro di circa 7,6 metri e con un'altezza di quasi un metro. Attorno tutta la superficie viene arata. Nelle vicinanze si trovano il Long Barrow Manton Down e il Menhir Long Tom.

### Monumento da tutelare
Dal 18 agosto 1882 The Devil's Den a Preshute è considerato un monumento da tutelare nel Regno Unito per il suo particolare interesse storico col numero di catalogo 1012321.